# Amphientulus sinensis
Amphientulus sinensis är en urinsektsart som beskrevs av Xiong, Xie och Yin 2005. Amphientulus sinensis ingår i släktet Amphientulus och familjen lönntrevfotingar. Inga underarter finns listade i Catalogue of Life.